# Старе Хойно
Старе Хойно, раніше просто Хойно (пол. Stare Chojno) — село в Польщі, у гміні Селище Холмського повіту Люблінського воєводства. Населення — 164 особи (2011).

## Історія
1735 року вперше згадується унійна церква в селі.
За даними етнографічної експедиції 1869—1870 років під керівництвом Павла Чубинського, у селі здебільшого проживали польськомовні римо-католики, меншою мірою — греко-католики, які також розмовляли польською.
У 1975—1998 роках село належало до Холмського воєводства.

## Населення
Демографічна структура станом на 31 березня 2011 року:
|          | Загалом | Допрацездатний вік | Працездатний вік | Постпрацездатний вік |
| -------- | ------- | ------------------ | ---------------- | -------------------- |
| Чоловіки | 77      | 14                 | 51               | 12                   |
| Жінки    | 87      | 19                 | 48               | 20                   |
| Разом    | 164     | 33                 | 99               | 32                   |